# Сескис, Янис
Янис Сескис (латыш. Jānis Seskis; 16 мая 1877, Вайвская волость, Видземе, Лифляндская губерния, Российская империя — 10 июля 1943, Вятлаг, Кировская область) — латвийский революционер, политик, дипломат, журналист.

## Биография
Сын крестьянина. Послы окончания школы, сдал экстерном экзамен на сельского учителя. Учительствовал.
Участник революции 1905 года в Латвии, в 1906 году был заочно приговорён к смертной казни. В начале 1910 года эмигрировал в Швейцарию, где учился в университетах Берна и Базеля, работал учителем иностранных языков в Париже (1910—1913). Сотрудничал с латвийскими эмигрантскими газетами.
В 1913 году вернулся на родину и работал в Вентспилсе редактором газеты «Вентспилс апскац». В начале Первой мировой войны был призван в царскую армию. По состоянию здоровья не был отправлен на фронт, служил писарем в гвардейском Преображенском полку в Петрограде . После Февральской революции был признан непригодным к военной службе. В 1917 году создал Латышскую информационную службу в Петрограде.
В конце 1917 г. вернулся в Латвию. Был членом Латышского Временного национального совета (1917—1918), делегатом Парижской мирной конференции (1919), в 1920—1940 годах — сотрудник Министерства иностранных дел Латвийской Республики . В 1920—1921 годах был представителем Латвии в Швейцарии. В апреле 1921 года назначен послом в Эстонии (1921—1929), посол Латвии в СССР (1929—1932). С декабря 1932 года — начальник отдела печати Министерства иностранных дел Латвийской Республики. С 1934 по 1940 год работал генеральным консулом Латвии в Клайпеде.
После присоединения Латвии к СССР был арестован и депортирован в РСФСР. Обвинён в участии в преступной организации Латышский временный национальный совет, сотрудничестве с французским послом в Петрограде Ж. Нуленсом и британским консулом в Москве Б. Локкартом с целью свержения советской власти в России, будучи послом в Москве, шпионил, нанося вред СССР. 23 июня 1941 года Военная коллегия Верховного суда СССР приговорила его к смертной казни, которая была приведена в исполнение 10 июля 1943 года в Вятских исправительных лагерях Кировской области.